# Pierwomajskoje (rejon znamieński)
Pierwomajskoje (ros. Первомайское) – osiedle w Rosji, w obwodzie tambowskim, w rejonie znamieńskim. W 2021 liczyło 1910 mieszkańców.